# Воскресенское (Ильинский район)
Воскресенское — село в Ильинском районе Ивановской области России, входит в состав Аньковского сельского поселения.

## География
Село расположено в 7 км на юго-запад от центра поселения села Аньково и в 9 км на юго-восток от райцентра рабочего посёлка Ильинское-Хованское.

## История
Церковь в селе исстари существовала в честь Воскресенья Христова. В 1798 году на средства прихожан в селе построена каменная церковь с колокольней вместо бывшей ветхой деревянной церкви. Престол в церкви один — в честь Воскресенья Христова. В 1893 году к селу приходом принадлежали деревни: Савино и Кочки. Дворов в приходе 40, мужчин — 148, женщин — 164.
В конце XIX — начале XX века село входило в состав Аньковской волости Юрьевского уезда Владимирской губернии.
С 1929 года село входило в состав Макарьинского сельсовета Гаврилово-Посадского района, с 1935 года — в составе Ильинского района, в 1946—1960 годах в составе Аньковского района, с 1954 года — в составе Игрищенского сельсовета, с 2005 года — в составе Аньковского сельского поселения.

## Население
| 1859 | 1905 | 2010 |
| ---- | ---- | ---- |
| 59   | ↗82  | ↘8   |

## Достопримечательности
В селе находится действующая Церковь Воскресения Христова (1798)